# 索肯達爾
索肯達爾（挪威語：Sokndal）是挪威羅加蘭郡的一個市镇，行政中心为海于格村。市镇面积为295平方公里，人口数量为3,324人（2023年），人口密度为每平方公里12.4人。